# إيفان كولياك
إيفان كولياك (مواليد 28 فبراير 2002) هو لاعب جمباز فني روسي.